# Sami Levi
Sami Levi es un cantante y músico sefardí de Turquía, conocido por su participación en el grupo musical Sefarad.
Sami nació el 13 de abril de 1981 en Estambul y terminó su secundaria en el año 1998, en la escuela Göztepe Lisesi de esta misma ciudad. 

## Su contacto con la música en ladino
Sami comenzó a aprender canciones en ladino al lado de su abuela desde muy corta edad. Es común en las familias sefardíes de Turquía que los mayores sólo hablen en ladino entre ellos; la abuela se Sami se comunicaba con él en este idioma. En su entorno familiar, Sami conoció las canciones tradicionales de la cultura sefardí.
En el año 1996, conoce a Cem Stamati y se forma una amistad que decantaría en la formación del grupo musical Sefarad junto a Ceki Benşuşe, del cual Sami es la voz líder. Recientemente ha lanzado su carrera como solista, en la cual ha lanzado dos álbumes, un maxisencillo, Hade Hade/Duke Duke y un álbum, completo, Disco Kolbastı ve Balkan Havaları

## Discografía
- Hade Hade/Duke Duke (2008)
- Disco Kolbastı ve Balkan Havaları (2009)
- Seve Seve (2011)